# Miguel Layún
Miguel Layún (25 de juny de 1988) és un futbolista professional mexicà que juga com a defensa al CF Monterrey.

## Selecció de Mèxic
Va formar part de l'equip mexicà a la Copa del Món de 2014.